# Java-Plumplori
Der Java-Plumplori (Nycticebus javanicus) ist ein Feuchtnasenprimat aus der Gattung der Plumploris (Nycticebus), der auf der indonesischen Insel Java vorkommt. Die Art wurde ursprünglich als Unterart des Sunda-Plumploris (Nycticebus coucang) geführt, wird in neueren Veröffentlichungen aber zunehmend als eigenständige Art angesehen.

## Merkmale
Der Java-Plumplori erreicht eine durchschnittliche Kopf-Rumpf-Länge von 25 cm, bei einem Gewicht von 750–1150 g und gleicht in seiner Körperform allen anderen Plumploris. Er wird etwas größer als andere sundanesische Plumplori-Arten. Der Kopf wird 5,9 cm lang (± 0,74 cm) und 4,3 cm breit (± 0,45 cm), die Ohren 1,68 cm hoch (± 0,26 cm). Letztere sind damit im Vergleich zu anderen sundanesische Plumploris kleiner. Die Schwanzlänge liegt bei 1,63 bis 2,45 cm. Das Fell des Java-Plumploris ist braun bis rötlich. Die Haare sind kurz und wollig, die Ohren tragen kleine Ohrbüschel aus längerem, seidigen Haar. Ein dunkler, seitlich weiß begrenzter Aalstrich zieht sich entlang der Rückenmitte und geht am Kopf in die für Plumploris typische Gesichtsmaske über. Der Hals und die nicht durch die Gesichtsmaske gemusterten Regionen des Gesichts sind weiß. Die dunklen Flecken an den Ohren erstrecken sich bis auf die Wangen.

## Lebensweise
Der Java-Plumplori ist ein nachtaktiver Baumbewohner und ist sowohl in Primär- als auch in Sekundärwäldern in Höhen bis zu 1600 Metern zu Hause. Er ernährt sich von Pflanzensäften, Blüten und Insekten.

## Gefährdung
Der Java-Plumplori wird in der Roten Liste gefährdeter Arten der IUCN als vom Aussterben bedroht („Critically Endangered“) gelistet. Hauptbedrohung der Art sind die Zerstörung des Lebensraums durch Entwaldung sowie der Fang zum Zweck der Haustierhaltung.
In Europa wird die Art nicht mehr gehalten. Ehemalige Halter sind Decin, London und Den Haag, die deutsche Ersthaltung steht noch aus.

## Belege
1. ↑    ZTL 17.6